# (13694) 1997 WW7
(13694) 1997 WW7 è un asteroide troiano di Giove del campo greco. Scoperto nel 1997, presenta un'orbita caratterizzata da un semiasse maggiore pari a 5,278962 UA e da un'eccentricità di 0,070825, inclinata di 5,637480° rispetto all'eclittica. Ha un diametro di 29,285 km, un periodo di rotazione di 30,64 ore ea un'albedo di 0,108.